# Josef Brukner
Josef Brukner (15. února 1932 Písek – 14. ledna 2015 Praha) byl český spisovatel, překladatel a filmový scenárista.

## Život
Roku 1951 maturoval na gymnáziu v Písku, poté studoval dramaturgii na FAMU, kterou absolvoval v roce 1955.  Roku 1956 začal pracovat jako dramaturg ve Studiu dokumentárního filmu v Praze, odkud musel odejít v roce 1958. V letech 1959 až 1960 byl redaktorem Albatrosu (tehdy Státní nakladatelství dětské knihy). Poté působil do roku 1972 jako redaktor nakladatelství Československý spisovatel. Po podepsání petice za osvobození politických vězňů nesměl knižně publikovat. Pracoval jako varhaník, kostelník nebo topič a ve své tvorbě se zaměřil především na poezii pro děti. Byl také autorem scénářů několika animovaných filmů na motivy díla Josefa Lady. Po sametové revoluci byl v letech 1991 až 1993 šéfredaktorem časopisu Mateřídouška. Roku 2012 získal Zlatou stuhu za celoživotní přínos literatuře pro děti. 
Jeho bratr Petr Brukner je hercem Divadla Járy Cimrmana.

## Dílo
Josef Brukner byl jedním ze spoluautorů tzv. poezie všedního dne, debutoval v časopise Květen. Dále autorem textů (básní) k obrázkovým knížkám J. Lady.
- Malá abeceda, 1958, jeho jediná sbírka pro dospělé
- Větší poetický slovník, 1968, spoluautorem je J. Filip 2. vydání pod názvem Poetický slovník
- Ostrov, kde rostou housle, 1982, výbor ze světové nonsenové poezie, uspořádal spolu s P. Šrutem.
- Klíč od království, 1985
- Libreto k opeře Jaroslava Smolky Hra o zuby (spolu se Zdeňkem Mahlerem)